# Philomedes levis
Philomedes levis är en kräftdjursart som beskrevs av Mueller 1894. Philomedes levis ingår i släktet Philomedes och familjen Philomedidae. Inga underarter finns listade i Catalogue of Life.